# Дуэньяс Диас, Франсиско
Франсиско Хавьер Дуэньяс Диас (исп. Francisco Javier Dueñas Díaz, Сан-Сальвадор, Сальвадор, 3 декабря 1810 — Сан-Франциско, США, 4 марта 1884) — лидер консервативной партии Сальвадора. Президент Сальвадора в течение нескольких сроков между 1851—1871.

## Рождение и образование
Франсиско родился в городе Сан-Сальвадор 3 декабря 1810 года.
Получил образование в монастыре Санто-Доминго-де-Сан-Сальвадор.
После Франсиско Дуэньяс поступил в Университет Сан-Карлос, где изучал право. Получил докторскую степень по праву в 1836 году.

## Политическая жизнь
Когда Франциско Морасан занял пост главы государства Сальвадора, то он назначил его Генеральным секретарем Исполнительного аппарата.
Он служил в качестве судьи Верховного суда Сальвадора с 1842 по 1845.
Когда в 1851 году президент Васконселос ввязался в войну с Гватемалой и потерпел полное поражение, то после его ухода в отставку Дуэньяс исполнял президентские обязанности до истечения формального президентского срока Васконселоса, после чего избрался в президенты официально. Был президентом Сальвадора с 1 февраля 1852 по 1 февраля 1854.
В 1858 году вместе с Мигелем Сантином дель Кастильо бежал из страны. Когда консерваторы Гватемалы и Никарагуа, объединив усилия, вторглись в Сальвадор, чтобы свергнуть либеральное правительство Херрадо Барриоса, то новым президентом интервенты провозгласили Дуэньяса, который затем избрался на этот пост официально (с 1 февраля 1865 по 15 апреля 1871). Также одно время (с 26 октября 1863 по 1 февраля 1865) был временным президентом Сальвадора.

## Свержение и ссылка
Внутренняя коррупция в сфере государственного управления, трудности с правительством Гондураса и революция либералов в Гватемале являются причинами поражения Франсиско в гражданской войне, развязанной в 1871 году генералом Сантьяго Гонсалесом.
После войны был сослан в Европу в 1872 году, впоследствии вернулся в страну. Во время правления доктора Рафаэля Сальдивара-и-Ласо обвиняется в государственной измене, за которую был снова изгнан.

## Смерть
Ближе к 1884 году переехал в Соединенные Штаты, где и скончался 4 марта в городе Сан-Франциско, штат Калифорния; его останки были возвращены два года спустя в Сальвадор и захоронены в Санта-Текла.